# Cronologia da educação no Brasil
Esta é uma cronologia da Educação no Brasil:
- 1808 - Com a chegada da Família Real Portuguesa, são criadas pelo médico pernambucano Correia Picanço a Escola de Medicina da Bahia (em Salvador) e a do Rio de Janeiro (atual Faculdade Nacional de Medicina da UFRJ).[1]
- 1809 - Fundada a Real Academia Militar do Rio de Janeiro.
- 1810 - Fundada a Escola de Engenharia do Rio de Janeiro.
- 1827 - Fundadas a Faculdade de Direito de Olinda (atual Faculdade de Direito do Recife), em Pernambuco, e a Faculdade de Direito do Largo de São Francisco, em São Paulo.[2]
- 1837 - Fundado no Rio de Janeiro o Colégio Pedro II, ginásio modelo do país, durante a regência do Marquês de Olinda.[3]
- 1890 - Reforma Benjamim Constant.[4]
- 1900 - Nasce Anísio Teixeira em Caetité, na Bahia.[5]
- 1901 - Reforma Epitácio Pessoa.[4]
- 1906 - Criada a Liga Internacional para a Instrução Racional da Infância, que defende o estabelecimento da "Escola Moderna" para a educação infantil, sobre princípios laicos (não-religiosos), racionais e científicos.
- 1909 - Primeira escola moderna fundada no Brasil, a Escola Nova, em São Paulo. Até 1919, serão fundadas outras 18 escolas do tipo, em Porto Alegre, Rio de Janeiro, Niterói, Belém do Pará e Fortaleza, entre outras cidades.
- 1909 - Fundada a Universidade de Manaus.
- 1911 - Reforma Rivadávia Correia.[4]
- 1912 - Fundada a Universidade Federal do Paraná (UFPR), a mais antiga federal do país.[6]
- 1915 - Fundada a Universidade Popular de Cultura Racionalista e Científica, por Florentino de Carvalho em São Paulo, dentro do movimento da Escola Moderna.
- 1915 - Reforma Carlos Maximiliano.[4]
- 1919 - Morre Anália Franco, fundadora de mais de setenta escolas e mais de uma vintena de asilos para crianças órfãs.
- 1919 - Governo cassa as autorizações de funcionamento das escolas modernas. O movimento chega ao fim no Brasil.
- 1921 - Nasce Paulo Freire, em Recife (Pernambuco).[7]
- 1922 - Nasce Darcy Ribeiro, em Montes Claros (Minas Gerais).[8]
- 1924 - Anísio Teixeira torna-se secretário de Educação da Bahia.
- 1925 - Reforma João Luiz Alves da Rocha Vaz.[4]
- 1927-28 - Anísio Teixeira viaja para os EUA, onde trava contato com as idéias do pedagogo John Dewey.[9]
- 1931 - Anísio Teixeira retorna ao Brasil e assume a diretoria de educação pública do Rio de Janeiro, integrando a rede municipal de ensino.
- 1931 - Reforma Francisco Campos[3]
- 1932 - Lançado o Manifesto dos Pioneiros da Educação Nova, em defesa do ensino público gratuito, laico e obrigatório.[10]
- 1933 - Nasce Rubem Alves, em Boa Esperança (Minas Gerais).[11]
- 1934 - É criada a Universidade de São Paulo, incorporando faculdades públicas da capital paulista.[12]
- 1935 - É criada a Universidade do Distrito Federal, por iniciativa de Anísio Teixeira. A UDF dura apenas até 1939, mas será o embrião da futura UEG (Universidade Estadual da Guanabara), atual UERJ.
- 1937 - É criada a Universidade do Brasil (atual UFRJ), agrupando 15 instituições públicas de ensino superior que já existiam na capital federal.
- 1942 - Reforma Gustavo Capanema[3]
- 1946 - Paulo Freire começa a trabalhar com alfabetização de pessoas de baixa renda. Anísio Teixeira torna-se conselheiro da UNESCO (agência da ONU para Educação).
- 1946 - Primeira Lei de Diretrizes e Bases da Educação (LDB), promulgada pelo presidente Eurico Dutra. Anísio Teixeira volta a ser secretário de Educação da Bahia.
- 1950 - Anísio Teixeira funda a "Escola Parque" em Salvador, testando métodos de educação integrada para crianças de comunidades de baixa renda.
- 1959 - Paulo Freire publica "Educação e atualidade brasileira", sua primeira obra, escrita como tese.[7]
- 1960 - Governo federal funda novas universidades federais no país, pela Lei nº 3.848, inclusive a Universidade de Brasília (UnB), a Universidade Federal Fluminense e a Universidade Federal de Santa Maria (primeira do interior do Brasil).
- 1961 - LDB da Educação Básica[3]
- 1962 - Paulo Freire aplica seu método de alfabetização a 300 cortadores de cana analfabetos no interior de Pernambuco: em apenas 45 dias eles aprendem a ler e escrever. O sucesso do experimento inspira a criação de círculos culturais pelo Brasil.
- 1963 - Paulo Freire publica "Alfabetização e conscientização".[7] Anísio Teixeira torna-se reitor da UnB, sucedendo Darcy Ribeiro.
- 1964 - Golpe militar: Darcy Ribeiro é cassado; Anísio Teixeira é cassado; Paulo Freire é preso e exilado. Freire muda-se para o Chile, onde trabalha para a FAO (Organização de Alimentação e Agricultura, uma agência da ONU) e milita no Movimento Cristão pela Reforma Agrária.
- 1967 - O regime militar institui o Movimento Brasileiro de Alfabetização (Mobral), incorporando alguns dos métodos de Paulo Freire.[7]
- 1968 - LDB do Ensino Superior[3]
- 1969 - Começam a funcionar no Espírito Santo as primeiras Escolas Família Agrícola, um modelo de educação integrada voltado para a população rural e adaptado às suas demandas específicas.[13] Em três décadas as EFAs se espalharam por todo o Brasil.[14]
- 1970 - Convidado pela Universidade de Harvard, Paulo Freire vai aos EUA e publica (no exterior) "Pedagogia do oprimido", seu principal trabalho, que dita as bases de seu método (pedagogia libertadora) e revoluciona a educação nos países em desenvolvimento. Muda-se novamente para Genebra, na Suíça, onde trabalha para a ONU e o Conselho Mundial de Igrejas.
- 1971 - Anísio Teixeira é encontrado morto no fosso do elevador do prédio de Aurélio Buarque de Holanda (filólogo e lexicógrafo autor do Dicionário Aurélio). A família suspeita de assassinato, mas nada é provado.
- 1971 - LDB do Ensino Básico[3]
- 1980 - Paulo Freire retorna ao Brasil.[15]
- 1983 - Darcy Ribeiro, como secretário de Educação do estado do Rio, cria os Centros Integrados de Ensino Público, escolas públicas de educação integral inspiradas nas experiências de Anísio Teixeira. No ano seguinte, Darcy publica "Nossa escola é uma calamidade".
- 1989 - Paulo Freire torna-se secretário de Educação da cidade de São Paulo, na gestão de Luiza Erundina (PT).[15]
- 1990 - Collor de Mello cria os CIACs, inspirados na experiência dos CIEPs, em vários estados do Brasil.
- 1991 - Fundado o Instituto Paulo Freire, em São Paulo.
- 1996 - Aprovada atual Lei de Diretrizes e Bases da Educação: muda os nomes das etapas de ensino (Básico, Fundamental, Médio e Superior) e acrescenta um ano a mais ao Fundamental. Também exige formação superior para contratação de professores, o que acaba com a função do "curso normal" de formação pedagógica.
- 1997 - Morrem Paulo Freire e Darcy Ribeiro.[7][8]
- 2005 - É criada a Universidade Federal do ABC[16]